# Nicolaj Agger
Nicolaj Moesgaard Agger, född 23 oktober 1988 i Hvidovre, är en dansk fotbollsspelare som för närvarande spelar som anfallare för Silkeborg IF. Han var utlånad från Brøndby IF till Djurgårdens IF i Allsvenskan hösten 2011. Han är kusin till Daniel Agger.
Under sista dagen under Allsvenskans transferfönster sommaren 2011 (31 augusti) presenterades han som ett lån till Djurgårdens IF för resten av säsongen 2011 vilket i praktiken handlade om 7 allsvenska matcher, men som utökades till 8 allsvenska matcher efter disciplinnämndens beslut tidigt i september om att spela om Malmö FF–Djurgården som avbröts under sommaren. Till lånet hörde även en köpoption. Bakgrunden till utlåningen hösten 2011 förklarades med att Agger hade förlorat sin plats i startelvan från föregående säsong och blivit den tilltänkta fjärdeanfallaren.
Aggers debut i Djurgården slutade i dur den 11 september 2011. Han spelade hela allsvenska matchen mot Trelleborgs FF på Stockholms Stadion som Djurgården vann med 4–3 där han själv svarade för Djurgårdens första mål. Efter hösten 2011 med 7 ligamatcher och 1 mål återvände Agger till Brøndby IF efter att Djurgården ej utnyttjat köpoptionen. Agger återtog en plats i Brøndbys startelva och startade i de flesta matcherna våren 2012. Sommaren 2012 såldes han till Vejle BK.

## Ligamatcher och mål i respektive lag

### Bröndby (2006–2012)
- 2006–07: 4 / 0
- 2007–08: 0 / 0
- 2008–09: 5 / 0
- 2009–10: 4 / 0
- 2010–11: 26 / 7 (21 från start, 5 inhopp)
- 2011–12: 18 / 2 (utlånad hösten 2011 till Djurgården)
- 2012–13: 2 / 0 (såldes till Vejle BK efter omgång 4)
- 2006–2012: 59 / 9

### SønderjyskE (2009–2010)
- 2009–10: 7 / 1 (på lån från Bröndby)

### Djurgården (2011)
- 2011 (höst): 7 / 1 (på lån från Bröndby)

### Vejle BK (2012–)
- 2012–13: 23 / 6